# Вікторія Равва
Вікторія Равва (фр. Victoria Ravva; нар. 31 жовтня 1975, Тбілісі, Грузинська РСР, СРСР) — французька, азербайджанська та радянська волейболістка, центральна блокуюча. Дев'ятнадцятиразова переможниця чемпіонату Франції у складі команди «Расинг Клуб де Канн», дворазова переможниця Ліги чемпіонів.

## Кар'єра

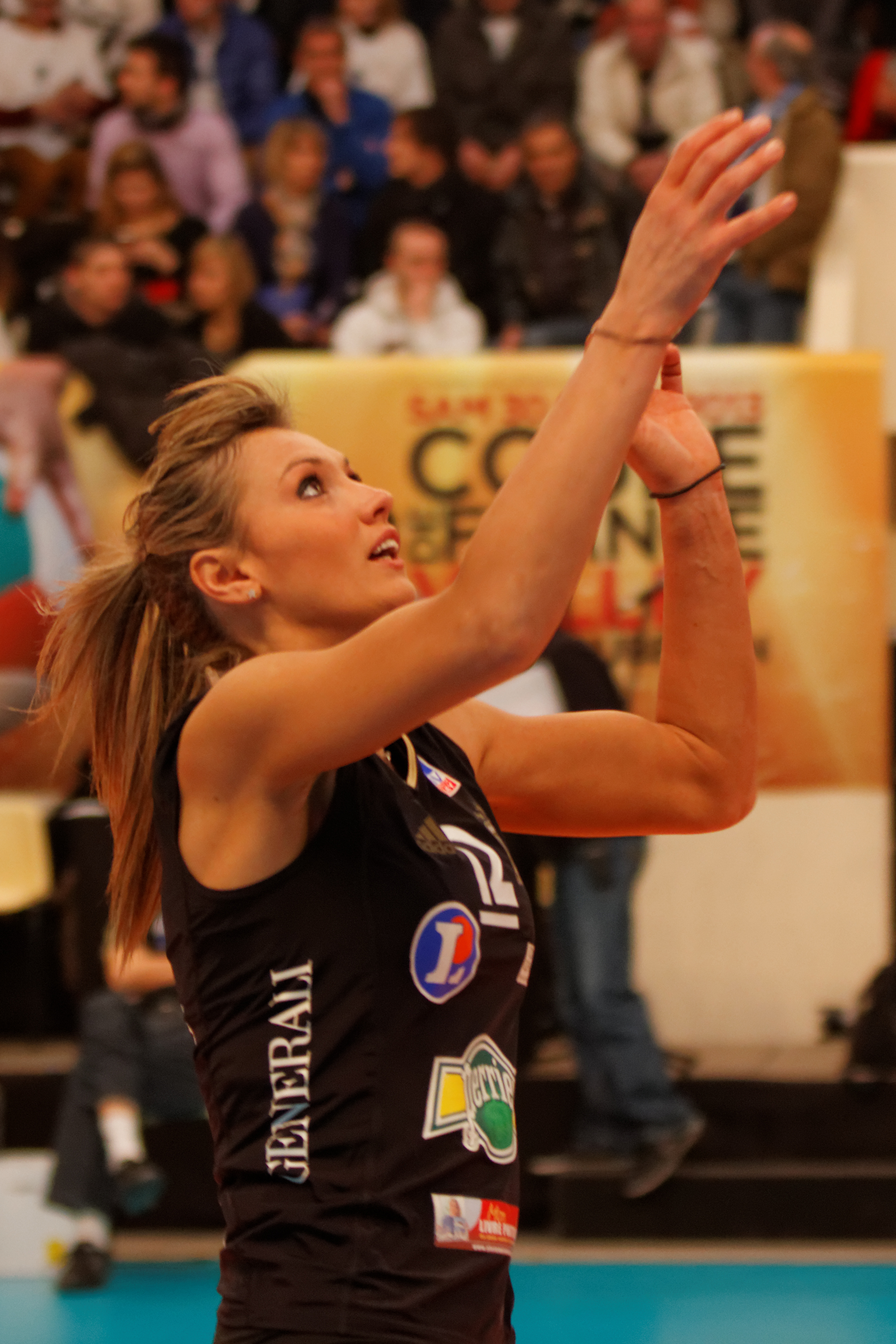
Вікторія Равва, фінал Кубка Франції, 30 березня 2013

До волейбольної секції Вікторія потрапила у п'ятирічному віці. Її батьки радянські інженери також професійно займалися волейболом і грали на високому рівні в змаганнях Грузинської РСР. Наприкінці 1980-х років Вікторія переїхала до Баку, де приєдналася до клубу БЗБК, що перебував на підйомі. Під керівництвом тренера Фаїга Гараєва бакинський клуб претендував на медалі Чемпіонату СРСР, тому представник сусідньої союзної республіки найбільш підходив для кар'єри Вікторії.
Після розпаду СРСР Вікторія продовжила виступи за БЗБК у чемпіонаті Азербайджану. У цей період клуб став двічі чемпіоном країни, а Вікторія стала гравцем збірної Азербайджану, у складі якої виступала на Чемпіонаті світу 1994 року в Бразилії, проте період виступів за збірну Азербайджану був недовгим.
У 1993 році в 17-річному віці Равва перейшла до клубу вищої турецької ліги «Вафікбанк» (Анкара), де відіграла два сезони та здобула Кубок Туреччини в сезоні 1994/95.

### Расинг Клуб де Канн
У 1995 році Вікторія Равва перейшла у французький «Расинг Клуб де Канн», де виступала протягом 20-ти сезонів. Цей час є періодом повної гегемонії клубу із міста Канни у жіночому французькому волейболі: виграв 19 чемпіонських титулів у національній першості та 18 разів став володарем Кубка Франції.
У складі «Расинга» Вікторія Равва стала дворазовою переможницею розіграшу Ліги чемпіонів ЄКВ (у сезонах 2001/02 і 2002/03), двічі срібним фіналістом (в сезоні 2005/06 і сезоні 2011/2012) і тричі бронзовим призером (в сезоні 1998/99, сезон 2003/04 і сезон 2009/2010). Сама Вікторія була неодноразово відзначена індивідуальними призами Жіночої Ліги чемпіонів ЄКВ.
У 2002 році Вікторія отримала громадянство Франції та з 2004 по 2007 рік виступала за збірну Франції, зіграла 16 ігор, була учасницею Чемпіонату Європи 2007 року. В інтерв'ю Вікторія зазначила, що такі нетривалі виступи за збірні Азербайджану та Франції пов'язані з її низькою мотивацією через, на жаль, невисокий рівень цих команд, та їхню нездатність займати гідні місця.

### Ставлення вболівальників
За 20 років, проведених у складі французького клубу, Вікторія стала не лише лідером і капітаном команди, а й її символом поряд із президентом клубу Анні Куртад та тренером Яном Фаном, які присвятили клубу понад 20 років.
Наприкінці 2014 року Вікторія Равва оголосила про намір завершити свою ігрову кар'єру після закінчення ігор плей-оф чемпіонату 2014/15. 24 квітня 2015 року Вікторія Равва зіграла свою прощальну гру. У цій зустрічі волейболістки «Расінгу» перемогли на своєму полі у першій півфінальній грі плей-офф суперниць із клубу «Безьє Волей». Це була остання домашня гра сезону, оскільки гра у відповідь проходила в Безьє, а фінал за регламентом змагання проводиться в Парижі. З цієї нагоди вболівальники клубу розгорнули на трибунах заздалегідь підготовлені банери, присвячені Вікторії. Після завершення зустрічі відбулася зворушлива церемонія вшанування, де була присутня родина Вікторії. На спеціально спорудженому екрані було представлено кліп, що відображає основні етапи у спільній історії клубу та волейболістки. Потім із промовою виступила 74-річна президент клубу Ані Куртад, яку кілька разів переривали схвальними оваціями вболівальники клубу. Після цього на майданчик вийшов мер міста Давид Ліснар, щоб особисто подякувати Вікторії. Він зазначив, що завдяки Вікторії «Расинг» став найтитулованішим клубом з усіх командних видів спорту у Франції. На церемонії були присутні журналісти спортивної та світської хроніки, які висвітлювали подію.
Після завершення ігрової кар'єри Вікторія увійшла до структури клубу, де займається різнобічними питаннями.

## Статистика виступів
| Клуб                | Роки      |
| ------------------- | --------- |
| / БЗБК (Баку)       | 1989—1993 |
| Вакифбанк (Анкара)  | 1993—1995 |
| Расинг Клуб де Канн | 1995—2015 |

## Досягнення
Клубні
- Переможниця Ліги чемпіонів (2) : 2001/02, 2002/03
- Переможниця чемпіонату Франції[fr] (18 разів): 1996, 1998, 1999, 2000, 2001, 2002, 2003, 2005, 2006, 2007, 2008, 2009, 2010, 2011, 2012, 2013, 2014, 2015
- Володарка Кубка Франції[fr] (18 разів) :
- Володарка Кубка Туреччини : 1994/95
- Переможниця чемпіонату Азербайджану (2) : 1992, 1993

Індивідуальні призи Жіночої Ліги чемпіонів ЄКВ
- Найцінніший гравець (MVP) (2) : 2002/03, 2005/06
- Найкраща нападаюча: 2003/04
- Найрезультативніша: 2004/05

## Особисте життя
Батьки Вікторії змішаного походження, а в її дідусів і бабусь українське, польське, російське та грузинське коріння. Сама Вікторія називає себе «Дитина світу» і вважає носієм однаковою мірою відразу кількох світових культур.
Чоловік Вікторії грузинський та французький волейболіст Александр Джіошвілі, який виступає за французькі клуби. У жовтні 2006 року у пари народилися дівчатка-двійнята Ніна та Калліста.
У квітні 2008 року Вікторія відкрила ресторан у Каннах, співвласники якого — тренер Ян Фан та інша волейболістка «Расинга» Карін Салінас.